# Финал Кубка СССР по футболу 1991
Финал Кубка СССР по футболу 1990/1991 состоялся 23 июня 1991 года. ЦСКА переиграл «Торпедо» со счётом 3:2 и стал обладателем Кубка СССР.

## Путь к финалу
| ЦСКА        | ЦСКА     | ЦСКА | Этап        | Торпедо М | Торпедо М | Торпедо М         |
| ----------- | -------- | ---- | ----------- | --------- | --------- | ----------------- |
| Соперник    | Место    | Счёт |             | Соперник  | Место     | Счёт              |
| Нефтяник Ф  | В гостях | 2:0  | 1/16 финала | Зенит     | В гостях  | 2:1               |
| Нефтяник Ф  | Дома     | 3:1  | 1/16 финала | Зенит     | Дома      | 2:0               |
| Днепр       | Дома     | 4:1  | 1/8 финала  | Карпаты   | Дома      | 2:0               |
| Днепр       | В гостях | 2:2  | 1/8 финала  | Карпаты   | В гостях  | 3:1               |
| Динамо Мн   | Дома     | 4:1  | 1/4 финала  | Спартак М | Дома      | 0:0 (по пен. 3:1) |
| Локомотив М | В гостях | 3:0  | 1/2 финала  | Арарат    | Дома      | 0:0 (по пен. 7:6) |

## Ход финального матча
Московские «Торпедо» и ЦСКА в первый раз встречались в рамках финала в истории кубков СССР. В рамках же полуфинала команды сходились четыре раза: 3 раза в финал проходили футболисты «Торпедо», 1 — ЦСКА.
Несмотря на то, что обе команды избрали на матч атакующую тактику, первые полчаса не доходило до голевых моментов. Первый же такой возник лишь на 32-й минуте, когда полузащитник «Торпедо» Сергей Шустиков опасно пробил под перекладину, но вратарь армейцев Михаил Ерёмин перевёл мяч на угловой. Спустя 3 минуты уже полузащитник ЦСКА Игорь Корнеев исполнил коварный удар низом со штрафного, отбитый Валерием Сарычевым.
На 43-й минуте счёт открыли футболисты «Торпедо»: Олег Ширинбеков отдал длинный пас на Николая Савичева, который сделал пас вдоль ворот, а Юрий Тишков, совершив рывок, отправил мяч в ворота. Но через 2 минуты, перед самым перерывом, проход и точный удар Корнеева восстановил равновесие в матче.
После перерыва атаки обеих команд стали ещё острее. На 67-й минуте Корнеев, воспользовавшись ошибками защитников «Торпедо» Александра Полукарова и Андрея Афанасьева отправляет мяч в ворота таким сильным ударом, что тот застрял между сеткой и металлической дугой, на которую эта сетка была натянута. ЦСКА впервые вышел вперёд в этом матче, но на 75-й минуте автозаводцы сравнивают счёт: вновь забивает Тишков, воспользовавшийся отскоком мяча от перекладины после ошибки защитника ЦСКА Дмитрия Быстрова. Армейцы произвели в своём составе 2 замены, не нарушавшие тактическую схему и вызванные, в частности, полученной травмой защитника Сергея Фокина.
А на 80-й минуте нападающий ЦСКА Олег Сергеев забивает победный мяч, откликнувшись на точный пас низом вдоль ворот вышедшего на замену Сергея Дмитриева.
Матч стал последним для вратаря «армейцев» Михаила Ерёмина: ранним утром следующего дня Ерёмин попал в автокатастрофу и получил травмы, несовместимые с жизнью, от которых умер 30 июня.

## Отчёт о матче
| ЦСКА                          | 3:2   | Торпедо М      |
| ----------------------------- | ----- | -------------- |
| Корнеев 45′ 67′ · Сергеев 80′ | Отчёт | Тишков 43′ 75′ |

| ЦСКА:           |  |                   |  |     |
|                 |  |                   |  |     |
| Вр              |  | Михаил Ерёмин     |  |     |
| Зщ              |  | Дмитрий Кузнецов  |  |     |
| Зщ              |  | Сергей Колотовкин |  |     |
| Зщ              |  | Дмитрий Быстров   |  |     |
| Зщ              |  | Сергей Фокин      |  | 70' |
| ПЗ              |  | Михаил Колесников |  |     |
| ПЗ              |  | Игорь Корнеев     |  |     |
| ПЗ              |  | Валерий Брошин    |  | 83' |
| Нап             |  | Олег Сергеев      |  |     |
| ПЗ              |  | Владимир Татарчук |  |     |
| Нап             |  | Валерий Масалитин |  | 72' |
| Замены:         |  |                   |  |     |
| Нап             |  | Сергей Дмитриев   |  | 70' |
| Зщ              |  | Олег Малюков      |  | 72' |
| Зщ              |  | Виктор Янушевский |  | 83' |
| Главный тренер: |  |                   |  |     |
| Павел Садырин   |  |                   |  |     |

| ТОРПЕДО:        |  |                     |  |     |
|                 |  |                     |  |     |
| Вр              |  | Валерий Сарычев     |  |     |
| Зщ              |  | Александр Полукаров |  |     |
| Зщ              |  | Андрей Калайчев     |  |     |
| Зщ              |  | Андрей Афанасьев    |  |     |
| Зщ              |  | Алексей Юшков       |  |     |
| ПЗ              |  | Сергей Шустиков     |  | 70' |
| ПЗ              |  | Игорь Чугайнов      |  |     |
| ПЗ              |  | Юрий Тишков         |  |     |
| ПЗ              |  | Николай Савичев     |  | 46' |
| ПЗ              |  | Олег Ширинбеков     |  |     |
| Нап             |  | Сергей Агашков      |  |     |
| Замены:         |  |                     |  |     |
| ПЗ              |  | Сергей Гришин       |  | 46' |
| Нап             |  | Юрий Матвеев        |  | 70' |
| Главный тренер: |  |                     |  |     |
| Валентин Иванов |  |                     |  |     |